# Adolf Frederik 3. af Mecklenburg-Strelitz
 Adolf Frederik III (tysk: Adolf Friedrich III.) (7. juni 1686 – 11. december 1752) var regerende hertug af Mecklenburg-Strelitz fra 1708 til 1752.

## Biografi
Adolf Frederik blev født den 7. juni 1686 i Strelitz i Mecklenburg som den ældste søn af Hertug Adolf Frederik 2. af Mecklenburg-Strelitz i hans første ægteskab med Marie af Mecklenburg-Güstrow. Efter længere tids arvestridigheder indenfor Huset Mecklenburg grundlagde hans far linjen Strelitz af Huset Mecklenburg ved indgåelsen af det hamburgske forlig af 8. marts 1701.
Han efterfulgte sin far som hertug af Mecklenburg-Strelitz ved dennes død den 12. maj 1708. 
Adolf Frederik døde den 11. december 1752 i Neustrelitz. Da han ikke havde mandlige arvinger, blev han efterfulgt som hertug af sin brodersøn Adolf Frederik 4.

## Ægteskab og børn
Adolf Frederik giftede sig den 16. april 1709 i Reinfeld med Prinsesse Dorothea af Slesvig-Holsten-Sønderborg-Plön, datter af Hertug Johan Adolf af Slesvig-Holsten-Sønderborg-Plön. I ægteskabet blev der født to børn:
- Hertuginde Marie Sophie (1710–1728)
- Hertuginde Magdalene Cristiane (1711–1713)

## Eksterne links
- Wikimedia Commons har flere filer relateret til Adolf Frederik 3. af Mecklenburg-Strelitz